# 利斯湖

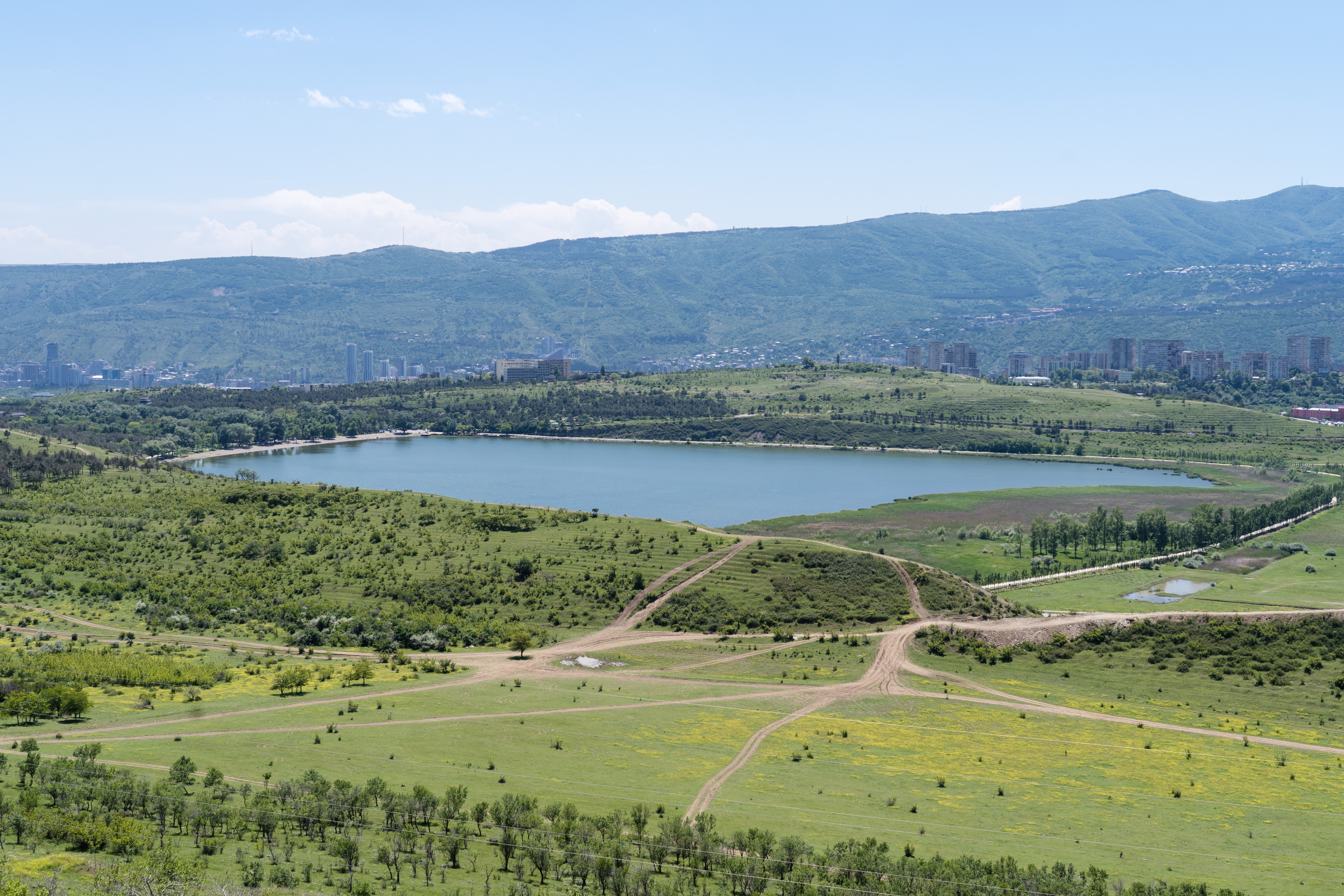

利斯湖是位於喬治亞首都提比里斯的一個湖泊。利斯湖及其附近地區是許多珍奇鳥類的棲息地，此外湖畔地區的山坡事故許多蛇的生存地。利斯湖畔地區現在正在進行大規模開發計劃。